# Dischista bouyeri
Dischista bouyeri är en skalbaggsart som beskrevs av Beinhundner 2006. Dischista bouyeri ingår i släktet Dischista och familjen Cetoniidae. Inga underarter finns listade i Catalogue of Life.